# Itupiranga
Itupiranga est une municipalité brésilienne située dans l'État du Pará.